# Fallahiyya
Fallahiya fou un estat virtualment independent format per la tribu Banu Kab, sota la direcció de la dinastia Al Bu Nasir.
Els Banu Kab formaven una confederació tribal de 72 tribus que va anar adquirint poder al Khuzistan sud-occidental i la zona del Shatt al-Arab, obtenient l'adhesió d'altres tribus. A la segona meitat del segle xviii estaven governats pel xeic Salman Al Bu Nasir, que va desafiar a perses, turcs i britànics sense sotmetre's a cap d'aquestos i des de Fallahiyya al sud d'Ahwaz i prop del Shatt al-Arab (on s'havia traslladat des de la petita vila de Kubban) va exercir l'hegemonia regional al sud-oest del Khuzistan per sobre els Mohaysin de Muhammara i els Banu Torof de Kharkeh/Hoveizah. La tribu va adoptar la fe xiïta. El 1765 Karim Khan Zand va fer una campanya contra els Banu Kab i després Salman va combatre dos anys a turcs i britànics (1766-1768); va reconèixer la nominal sobirania persa però fou virtualment independent i va portar hereditàriament el títol de Shaykh al-Mashayikh.
Un altre gran xeic de la tribu fou Thamir, net de Salman, que va governar del 1837 al 1840; fou el darrer gran xeic; a la seva mort l'hegemonia va passar als Moihaysin de Muhammara dels que van acabar esdevenint vassalls.